# Brianna Hennessy
Pour les articles homonymes, voir Hennessy (homonymie).
Brianna Hennessy, née le 23 septembre 1984, est une athlète paralympique canadienne de para-canoë. Elle est vice-championne paralympique de para-canoë aux Jeux paralympiques de 2024 et porte-drapeau pour le Canada à la cérémonie de clôture de ces mêmes jeux.

## Vie personnelle
Brianna a un baccalauréat en kinésiologie et en science de l’exercice.
Dans sa jeunesse, elle a joué au hockey, hockey-balle, rugby, soccer et à la boxe.
Alors qu'elle était à une conférence à Toronto, le 11 novembre 2014, Hennessy est happée par un taxi alors qu'elle traversait la rue King Ouest. À ce moment, elle perd conscience et la plus haute vertèbre de son cou se casse ainsi qu'une artère majeure reliant son cerveau. Depuis, elle est  tétraplégique et vit avec des douleurs permanentes.
Deux ans après cet accident, elle commence le rugby fauteuil qu'elle joue avec des hommes. En 2020, la pandémie de COVID-19 met en pause les sports d'équipe et un coéquipier de Brianna lui propose d'essayer le para-canoë.

## Carrière sportive
Brianna Hennessy participe à ses premiers Jeux paralympiques en 2021 à Tokyo. Elle termine cinquième (en VL2) et huitième (en VL1).
En 2022, Hennessy participe aux Championnats du monde à Darthmouth (Nouvelle-Écosse). Elle remporte l'argent au 200 m VL2 (canoë à balancier) et le bronze au 200 m KL 2 (kayak).
En 2023, aux Championnats du monde de 2023 à Duisbourg (Allemagne), Brianna répète ses résultats de 2022 avec l'argent au 200 m VL2 (canoë à balancier) et le bronze au 200 m KL 2 (kayak).
Lors des Jeux paralympiques d'été de 2024 à Paris, elle remporte la médaille d'argent dans la compétition de Canoë-sprint 200 m VL2 avec un temps de 1 min 0 s 12.